# Seweryn Pollak

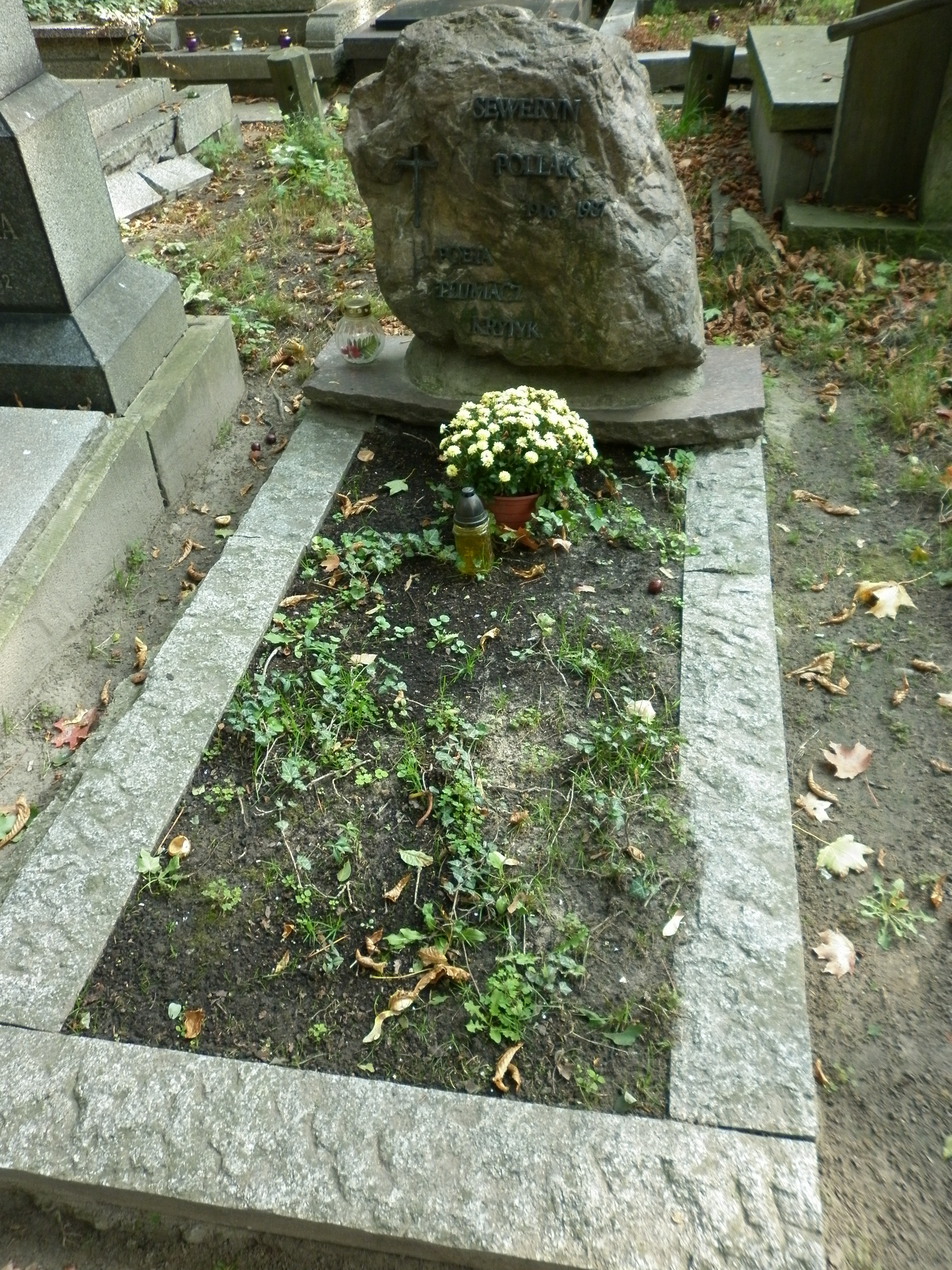
Grób Seweryna Pollaka na cmentarzu Powązkowskim (2012)

Seweryn Pollak (ur. 10 stycznia 1907 w Warszawie, zm. 23 grudnia 1987 w Sopocie) – polski filolog polski, poeta, eseista i tłumacz (specjalizował się w literaturze rosyjskiej: Puszkin, Majakowski, Gorki, Babel, M. Sałtykow-Szczedrin).

## Życiorys
Urodził się w rodzinie o żydowskich korzeniach jako syn Grzegorza (zm. 1943), artysty malarza, i Marii z Sobolów. Edukację gimnazjalną rozpoczął w 1919 w Państwowym Gimnazjum Męskim im. Tadeusza Reytana, po roku naukę kontynuował w Gimnazjum Męskim im. Joachima Lelewela (1920–1925). Maturę natomiast zdał w 1927 w Państwowym Gimnazjum im. Władysława IV. W 1934 złożył egzaminy dyplomowe na filologii polskiej Uniwersytetu Warszawskiego. W latach gimnazjalnych działał w Związku Polskiej Młodzieży Socjalistycznej (1924), a podczas studiów w Organizacji Młodzieży Socjalistycznej, Organizacji Młodzieży Socjalistycznej „Życie”, Międzynarodowej Organizacji Pomocy Rewolucjonistom oraz związał się z Kołem Polonistów Słuchaczów Uniwersytetu Warszawskiego. Debiutował w 1928 wierszem pt. Miasto, ogłoszonym w nr 16 tygodnika „Pobudka”. Od lutego do lipca 1929 pracował w Bibliotece Narodowej w dziale ekspedycji, następnie od maja 1930 do września 1932 w Zarządzie m. Warszawy, a od stycznia do marca 1939 w Izbie Skarbowej Okręgowej w Warszawie. Od 1929 był też sekretarzem i bibliotekarzem Stefana Napierskiego (Marka Eigera), a od 1934 jako sekretarz redakcji wydawanego przez niego „Ateneum”. W 1936 zadebiutował jako tłumacz zbiorem przekładów Z nowej poezji rosyjskiej (Wydawnictwo Jakuba Mortkowicza). W tym samym roku współtworzył lewicowy „Dziennik Popularny”, w którym sprawował funkcję redaktora odpowiedzialnego i jednego z kierowników literackich „Dziennika Popularnego”. W latach 1934–1937 był członkiem Ligi Obrony Praw Człowieka i Obywatela. W 1936 został członkiem Związku Zawodowego Literatów Polskich. W 1937 został aresztowany i aż do wybuchu II wojny światowej pozostawał pod nadzorem policji. Publikował m.in. w „Szpilkach” (1937–1938, pod ps. „Swen”) i w „Czarno na Białem” (1938–1939, pod ps.: „Adam Pawlicki”, „Jerzy Pawlicki”).  
Okres okupacji niemieckiej spędził w okolicach Warszawy, gdzie wraz z żoną Wandą ukrywał się ze względu na swoje żydowskie pochodzenie. Uczestniczył w podziemnym życiu kulturalnym Warszawy. Publikował pod ps. „Andrzej Poleski”. Wiersze drukował na łamach „Poradnika Oświatowego”. Walczył w powstaniu warszawskim na Mokotowie. Jako żołnierz Polskiej Armii Ludowej wszedł do zespołu redakcyjnego gazety powstańczej PAL „Robotnik Mokotowski”, organu PPS-Lewica. Drukował artykuły, relacje z linii i poezje, m.in. w numerze 6 „Robotnika Mokotowskiego” z dnia 24 września 1944 opublikowano jego wiersz Mokotów. Po upadku powstania ukrywał się.
W 1945 zamieszkał czasowo w Łodzi, wstąpił do PPR (od 1948 w PZPR), został wiceprezesem Towarzystwa Przyjaźni Polsko-Radzieckiej. Pracował jako redaktor działu literackiego dziennika PPR „Głos Ludu”, a następnie w dziale kulturalnym „Głosu Robotniczego” (1945–1948). Później został kierownikiem działu przekładów w Wydawnictwie „Czytelnik” i członkiem zespołu redakcyjnego tygodnika „Kuźnica” (do 1950), w którym prowadził dział literatury rosyjskiej i narodów ZSRR. W latach 1950–1952 wchodził w skład zespołu redakcyjnego „Kultura”, w 1957 objął stanowisko redaktora naczelnego czasopisma „Opinie”. Od 1957 współpracował też z „Rocznikiem Literackim”. Przekłady oraz wiersze i artykuły publikował w czasopismach: „Przegląd Kulturalny” (do 1962), „Współczesność” (do 1967), „Literatura Radziecka” (do 1976), „Życie Literackie” (do 1979), „Twórczość” (do 1985), „Argumenty” (1958–1966), „Polityka” (1958–1967), „Dialog” (od 1959), „Odra” (od 1959), „Poezja” (1966–1971), „Literatura na Świecie” (od 1976) i „Więź” (od 1981).
Od 1945 działał w ZZLP (od 1949 Związek Literatów Polskich), pełniąc kolejno funkcje członka zarządu, sekretarza, prezesa Oddziału Łódzkiego (1947/48) i wiceprzewodniczącego Klubu Poetów. Od 1948 był członkiem Zarządu Sekcji Tłumaczy Polskiego PEN Clubu.
W 1967 wystąpił z PZPR w proteście przeciw usunięciu z partii Leszka Kołakowskiego. W styczniu 1976 należał do sygnatariuszy Memoriału 101, podpisał list protestacyjny do Komisji Nadzwyczajnej Sejmu PRL przeciwko zmianom w Konstytucji Polskiej Rzeczypospolitej Ludowej. W 1978 był jednym z członków założycieli Towarzystwa Kursów Naukowych i należał do jego rady programowej.
Dwukrotnie żonaty. Jego pierwszą żoną od 2 sierpnia 1930 była poetka Wanda Grodzieńska, z którą miał córkę Joannę, poetkę, historyka sztuki. Drugą żoną została pisarka Eugenia Siemaszkiewicz.
Zmarł w Sopocie, pochowany na cmentarzu Powązkowskim w Warszawie (kwatera 96-6-13).

## Poezja
- Godzina życia. Poezje. Książka 1946
- Pocisk i słowo. 1947–1952. Warszawa: Czytelnik 1952
- Wiersze wybrane i przekłady. Warszawa: Czytelnik 1954
- Oka sieci. Warszawa: Czytelnik 1960
- Przenikanie. Warszawa: Państwowy Instytut Wydawniczy 1965
- Bezsenność. Wiersze dawne i nowe. Kraków: Wydawnictwo Literackie 1975
- Lęk przestrzeni. Kraków: Wydawnictwo Literackie 1981
- Próba oddalenia (2008)

## Krytyka literacka
- Wyprawy za trzy morza. Warszawa: Czytelnik 1962
- Srebrny wiek i później. Warszawa: Czytelnik 1971
- Niepokoje poetów. O poezji rosyjskiej XX wieku. Kraków: Wydawnictwo Literackie 1972
- Ruchome granice. Kraków: Wydawnictwo Literackie 1988

## Ordery i odznaczenia
- Krzyż Kawalerski Orderu Odrodzenia Polski (1974)[7]
- Złoty Krzyż Zasługi (22 lipca 1952)[8]
- Medal 10-lecia Polski Ludowej (19 stycznia 1955)[9]

## Nagrody
- wyróżnienie Podkomitetu Literatury i Sztuki Nagrody Państwowej za przekłady z poezji rosyjskiej klasycznej i współczesnej (1955)[10]
- nagroda Polskiego PEN-Clubu za przekłady z literatury obcej na język polski (1966)
- nagroda literacka ZAiKS-u dla tłumaczy (1984)[11]

## Literatura
- Leszek Engelking, Seweryn Pollak 1907–1987, „Literatura na Świecie” 1988, nr 3, s. 359–361.
- Adam Pomorski, Sewerynie Pollaku (1906–1988) w dziesiątą rocznicę śmierci, „Zeszyty Literackie” 1998, nr 64, s.140–148.
- Zbigniew Dmitroca, O Sewerynie Pollaku i jego kręgu, „Kresy” 2008, nr 1–2, s. 182–186.
- Monika Bednarczyk, Antropologiczne ścieżki Seweryna Pollaka, „Teologia Młodych” 2012, nr 1, s. 85–95.
- Agata Szulc-Woźniak, Wydobywając (żydowskość) Seweryna Pollaka, „Narracje o Zagładzie” 2019, nr 5, s. 199–217.